# 锦堂师范
锦堂师范，是浙江慈溪旅日华侨吴锦堂于1909年捐资创办的一所私立学校，校址最初位于观海卫镇，后屡次搬迁，目前已并入宁波大学师范学院。吴锦堂捐建的校址于2005年3月被列入浙江省文物保护单位，并于2013年3月被列入全国重点文物保护单位。

## 沿革
吴锦堂先生在日本留学期间，深感教育对于国家振兴的重要性。在帮助家乡兴修水利的同时，指出“水利为生聚之本，而生聚教训，不可偏废”，因而于1905年决定创建锦堂学校，并规定校产为公产，后世子孙不得干预。最初，锦堂学校为两等小学，向同宗子弟免费开放，日后，减免学费的范围扩大到全村、全乡。1910年改为初等实业学校，次年改为中等实业学校，不久成为中等农业学校。吴锦堂去世后，1931年，其子吴启藩将学校转予浙江省政府管理。抗日战争时期，学校辗转于浙江各地，躲避日军炮火。1952年，学校更名为“浙江省慈溪师范学校”，并于1956年迁至余姚梁弄，改为余姚师范学校。1990年，余姚师范学校并入宁波师范学校，并于2001年7月并入宁波大学师范学院。

## 校址
锦堂师范主体建筑为口字形二层建筑，门楼为欧式风格，半圆形三开间阳台由六根水泥大柱支撑。墙体采用青砖错砌。二层铺木地板，使用铁护栏，梁柱间设有拱形装饰，屋顶铺设小青瓦。目前校址为锦堂高级职业中学所用。

## 著名校友
- 沙孟海，书法家
- 陈之佛，工笔花鸟画家
- 赵松庭，笛子演奏家

## 图片
- 全国重点文物保护单位碑
- 半圆形阳台
- 校名门额
- 天井
- 建筑转角
- 一层长廊
- 二层长廊和立柱